# Stará Dyje
Stará Dyje (taktéž Černá Dyje) je odstavené rameno řeky Dyje v Lednicko-valtickém areálu poblíž obce Lednice v okrese Břeclav v Jihomoravském kraji. Jedná se o původní, neregulovaný tok Dyje, nyní tvořící její vedlejší rameno, které začíná přibližně u obelisku a meandruje kolem minaretu a Janova hradu až po nedaleké stavidlo, kde ústí zpět do regulovaného koryta Dyje.

## Vodní režim
Délka koryta činí cca 7 km. Při přelití vody přes přeliv u obce Bulhary dochází k vystoupení vod tohoto koryta z břehů a to díky soustavě různých kanálů a járků, které jsou s ním propojeny do jedné soustavy. Stálá hladina je udržována stavidlem u Janova hradu a přítokem přes náhon k bývalé malé vodní elektrárna. Menší část udržující hladinu vody tvoří průsaky, deště a povodňové vody.

## Přítoky
Jediným významným přítokem je z pravé strany náhon Zámecká Dyje.

## Využití
Dolní část toku od minaretu po Janův hrad je spolu s částí Zámecké Dyje využívána pro turistickou plavbu, jedná se o účelovou vodní cestu. Na Staré Dyji se nachází neveřejná přístaviště Minaret a Janohrad, která jsou určena pro osobní lodní dopravu.

## Živočichové
Několikrát zde byla zaznamenána želva bahenní. Dále se zde vyskytují bobři, kteří v poslední době[kdy?] působí v regionu značné škody.[zdroj⁠?!]